# Ayushmann Khurrana
Ayushmann Khurrana (Chandigarh, 14 september 1984) is een Indiaas acteur, zanger en presentator die voornamelijk in de Hindi filmindustrie werkt.

## Biografie
Khurrana verscheen voor het eerst op Indiase tv in de reality show MTV Roadies seizoen 2 in 2004, die hij ook wist te winnen. Hierna deelde hij mee aan verschillende andere shows op MTV als kandidaat en rolde zo de tv wereld in als presentator van verschillende shows o.a. India's Got Talent.
In 2012 maakte hij niet alleen zijn film debuut met Vicky Donor maar tevens ook zijn zang debuut, met het zelf geschreven nummer Pani Da Rang dat in de film te horen is. Ondanks de vele onderscheidingen die hij ontving, volgden er een aantal minder succesvolle films. In 2018 steeg zijn succes na de film Andhadhun.
Khurrana staat bekend om zijn rollen van de gewone man, de alledaagse dingen waar niet bij stil wordt gestaan of taboe is in het conservatieve India, dat onderscheid hem als acteur van de anderen.
Hij is tevens de broer van acteur Aparshakti Khurana.

## Filmografie
| Jaar | Film                        | Rol                     | Opmerking    |
| ---- | --------------------------- | ----------------------- | ------------ |
| 2012 | Vicky Donor                 | Vicky Arora             |              |
| 2013 | Nautanki Saala!             | Ram Parmar              |              |
| 2014 | Bewakoofiyaan               | Mohit Chaddha           |              |
| 2015 | Hawaizaada                  | Shivkar Bapuji Talpade  |              |
| 2015 | Dum Laga Ke Haisha          | Prem Tiwari             |              |
| 2017 | Meri Pyaari Bindu           | Abhimanyu Roy           |              |
| 2017 | Bareilly Ki Barfi           | Chirag Dubey            |              |
| 2017 | Shubh Mangal Saavdhan       | Mudit Sharma            |              |
| 2017 | Tumhari Sulu                | zichzelf                | gastoptreden |
| 2018 | Andhadhun                   | Akash Saraf             |              |
| 2018 | Badhaai Ho                  | Nakul Kaushik           |              |
| 2019 | Article 15                  | agent Ayaan Ranjan      |              |
| 2019 | Dream girl                  | Karamveer Singh (Pooja) |              |
| 2019 | Bala                        | Balmukund Shukla        |              |
| 2020 | Shubh Mangal Zyada Saavdhan | Kartik Singh            |              |
| 2020 | Gulabo Sitabo               | Baankey                 |              |
| 2021 | Chandigarh Kare Aashiqui    | Manvinder Munjal        |              |
| 2022 | Anek                        | Joshua                  |              |
| 2022 | Doctor G                    | gynaecoloog Uday Gupta  |              |
| 2022 | An Action Hero              | Maanav Khuranna         |              |
| 2023 | Dream girl 2                | Karamveer Singh (Pooja) |              |

## Discografie
| Jaar | Nummer                     | Album                                  |
| ---- | -------------------------- | -------------------------------------- |
| 2012 | Pani Da Rang               | Vicky Donor                            |
| 2013 | Saddi Gali                 | Nautanki Saala!                        |
| 2013 | Tu Hi Tu                   | Nautanki Saala!                        |
| 2013 | O Heeriye                  | single                                 |
| 2014 | Khaamakhaan                | Bewakoofiyaan                          |
| 2014 | Mitti Di Khusboo           | single                                 |
| 2015 | Dil-E-Naadan               | Hawaizaada                             |
| 2015 | Moh Moh Ke Dhage (Reprise) | Dum Laga Ke Haisha                     |
| 2015 | Yahin Hoon Main            | single                                 |
| 2016 | Ik Vaari                   | single                                 |
| 2017 | Hareyaa (Rock versie)      | Meri Pyaari Bindu                      |
| 2017 | Orrey Mon                  | single                                 |
| 2017 | Nazm Nazm                  | Bareilly Ki Barfi                      |
| 2017 | Kanha (Unplugged)          | Shubh Mangal Savdhan                   |
| 2018 | Aap Se Milkar (Reprise)    | Andhadhun                              |
| 2018 | Naina Da Kya Kasoor        | Andhadhun                              |
| 2018 | Chan Kitthan               | single                                 |
| 2018 | Nain Na Jodeen             | Badhaai Ho                             |
| 2019 | Intezaar (Reprise)         | Article 15                             |
| 2019 | Ik Mulakat (Reprise)       | Dream Girl                             |
| 2019 | Ab Teri Baari              | single                                 |
| 2020 | Mere Liye Tum Kaafi Ho     | Shubh Mangal Zyada Saavdhan            |
| 2020 | Arrey Pyaar Kar Le         | Shubh Mangal Zyada Saavdhan            |
| 2021 | Kinni Soni He              | Feels Like Ishq, afl. Quaranteen Crush |
| 2021 | Maafi                      | Chandigarh Kare Aashiqui               |
| 2022 | O Sweetie Sweetie          | Doctor G                               |
| 2023 | Rataan Kaaliyan            | single                                 |
| 2024 | Jachdi                     | single                                 |